# Auf der Walz – Drei Jahre und ein Tag
Auf der Walz – Drei Jahre und ein Tag ist ein deutscher Fernsehfilm aus dem Jahr 2025 von Regisseurin Sibylle Tafel nach einem Drehbuch von Michael Kenda mit Ronja Rath und Sohel Altan Gol.

## Handlung
Zimmerin Maria Abeler soll die Schreinerei ihres Vaters Volker übernehmen und mit ihrem langjährigen Freund Steffen Hegel eine Familie gründen, zumindest wenn es nach den Wünschen von Volker und Steffen geht. Die beiden haben als Überraschung bereits ein Haus gekauft, Maria ist überrumpelt. Nachdem in der Zimmerei der Wandergeselle Cem auftaucht, der sich ohne Verpflichtungen von Baustelle zu Baustelle treiben lässt, begibt sich Maria kurzentschlossen gemeinsam mit Cem als ihr Altgeselle auf eine dreijährige Walz. Die Beziehung mit ihrem Freund führt sie als Fernbeziehung weiter.
Zunächst hat sie Schwierigkeiten, sich an die Regeln zu gewöhnen. Nachdem sie ihr Mobiltelefon benutzt, will Cem sie wegen Regelverstoßes  nach Hause schicken. Sie lässt aber nicht locker und überzeugt ihn, ihn weiter begleiten zu dürfen. Nach einer Schlägerei wird Cem von einer Baustelle entlassen. Maria folgt ihm, obwohl sie hätte weiterarbeiten dürfen und ihr die Arbeit Spaß gemacht hatte. Volker sucht im Betrieb Ersatz für Maria für die administrativen Tätigkeiten. Die Bewerberin Elli Rickel lehnt die Stelle zunächst ab, weil sich Volker von niemandem etwas sagen lässt. Später beginnen Elli und Volker eine Beziehung.
Steffen sucht Maria unterwegs auf, er denkt darüber nach das Haus wieder zu verkaufen. Außerdem fordert er sie auf, wieder zu ihr zurückzukehren. In der Schachtkneipe lernt sie den dortigen Wirt kennen, der mit ihrem Vater einst selbst auf der Walz war. Bald darauf ruft Maria ihren Vater an, damit er sie nach Hause holt. Unterwegs überlegt sie es sich allerdings anders und kehrt zu Cem auf dessen Baustelle zurück. Cem beendet schließlich die Walz und Maria begleitet eine andere Gruppe Handwerker.

## Produktion
Die Dreharbeiten fanden unter dem Arbeitstitel Auf der Walz vom 8. August bis zum 6. September 2023 in Österreich statt. Gedreht wurde rund um Wien.
Produziert wurde der Film von der deutschen Constantin Television im Auftrag der ARD Degeto für die ARD, als Produzentin fungierte Nina Viktoria Philipp. Die Serviceproduktion in Österreich übernahm die Lemonpie Film.
Die Kamera führte Florian Schilling, die Montage verantwortete Georg Söring und das Casting Sabine Weimann, die Musik schrieb Martin Probst. Den Ton gestalteten Klaus Kellermann und Karim El Morr, das Szenenbild Veronika Merlin, die Kostüme Marlene Pleyl und die Maske Uschi Filipp und Andreas Meixner.

## Veröffentlichung
In der ARD Mediathek wurde der Film am 13. August 2025 veröffentlicht, im Ersten wurde der Film am 15. August 2025 am Sendeplatz von Endlich Freitag im Ersten erstmals ausgestrahlt.

## Rezeption

### Kritiken
Rainer Tittelbach vergab auf tittelbach.tv 4,5 von 6 Sternen. Trotz schöner Landschaftsbilder romantisiere der präzise, angenehm luftig inszenierte Film diese existenzielle Wanderschaft nicht. Die emotionale Spannung auf den Ausgang sei überschaubar. Dennoch bleibe das früh geweckte Interesse an der Geschichte bestehen, was maßgeblich am überzeugenden Duo Ronja Rath und Sohel Altan Gol liege.
tvspielfilm.de urteilte: „Handwerklich gut gemachte Story über Selbstfindung“. Neben einer glaubhaften Geschichte gewähre der Film aufschlussreiche Einblicke in eine beinahe archaische Tradition.
Oliver Armknecht bewertete die Produktion auf film-rezensionen.de mit fünf von zehn Punkten. Diese sei mit schönen Bildern und ein wenig Besinnlichkeit verbunden. Der Film hole aus dem Szenario aber zu wenig heraus, nennenswerte Erkenntnisse gebe es nicht.

### Quote
Die Erstausstrahlung im Ersten am 15. August 2025 verfolgten 3,48 Millionen Zuschauer, der Marktanteil betrug 18,7 Prozent.

### Auszeichnungen und Nominierungen
Der Spielfilm wurde für den Jupiter-Award für den besten nationalen TV-Film nominiert.